# Giardino persiano
I Giardini persiani (in persiano: باغ ایرانی) rappresentano la tradizione e lo stile di progettazione di giardino "paesaggistico" emerso nell'impero achemenide. La Tomba di Humayun e il Taj Mahal hanno alcuni dei più grandi giardini persiani del mondo, risalenti all'epoca dell'impero Mughal in India.
Il complesso dei Giardini persiani, patrimonio dell'umanità dell'UNESCO, comprende nove giardini in varie province iraniane, che esemplificano le vare forme del giardino persiano. Esse si sono evolute per adattarsi alle diverse condizioni climatiche, pur mantenendo le loro caratteristiche, che hanno radici fin dai tempi di Ciro il Grande, nel VI secolo a.C.

## Elenco dei siti[2]
| Serial ID Number | Nome e località                | Coordinate            | Area (Ha) | Zona di cuscinetto (Ha) |
| ---------------- | ------------------------------ | --------------------- | --------- | ----------------------- |
| 1372-001         | Antico giardino di Pasargade   | 30°10′00″N 53°10′00″E | 249.65    | 2006.95                 |
| 1372-002         | Bagh-e Eram                    | 29°38′10″N 52°31′31″E | 12.7      | 70.5                    |
| 1372-003         | Bagh-e Chehel Sotun di Isfahan | 32°39′27″N 51°40′20″E | 5.8       | 28.92                   |
| 1372-004         | Bagh-e Fin di Kashan           | 33°22′21″N 52°22′21″E | 7.6       | 173.4                   |
| 1372-005         | Bagh-e Abas Abad               | 36°39′50″N 53°35′38″E | 420.2     | 1169.65                 |
| 1372-006         | Bagh-e Shahzadeh               | 30°01′30″N 57°16′59″E | 5.5       | 6181.5                  |
| 1372-007         | Bagh-e Dolat Abad di Yazd      | 31°54′12″N 54°21′07″E | 8         | 72                      |
| 1372-008         | Bagh-e Pahlavanpur             | 31°33′37″N 54°26′25″E | 3.5       | 28.5                    |
| 1372-009         | Bagh-e Akbariyeh               | 32°51′10″N 59°13′40″E | 3.4       | 8.6                     |

## Galleria d'immagini

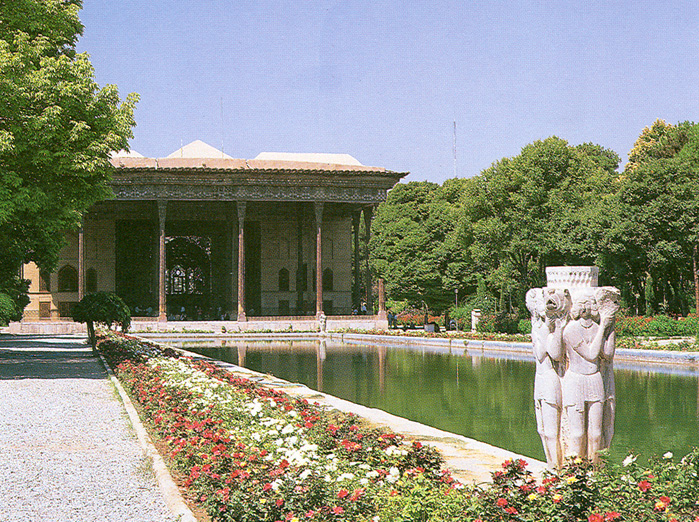
Bagh-e Chehel Sotun nei pressi di Isfahān
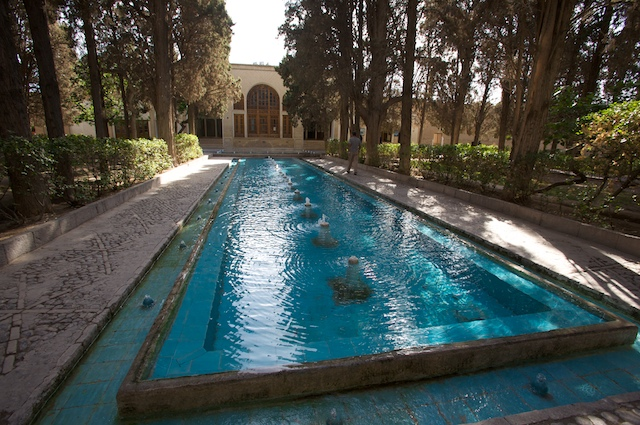
Bagh-e Fin nei pressi di Kashan
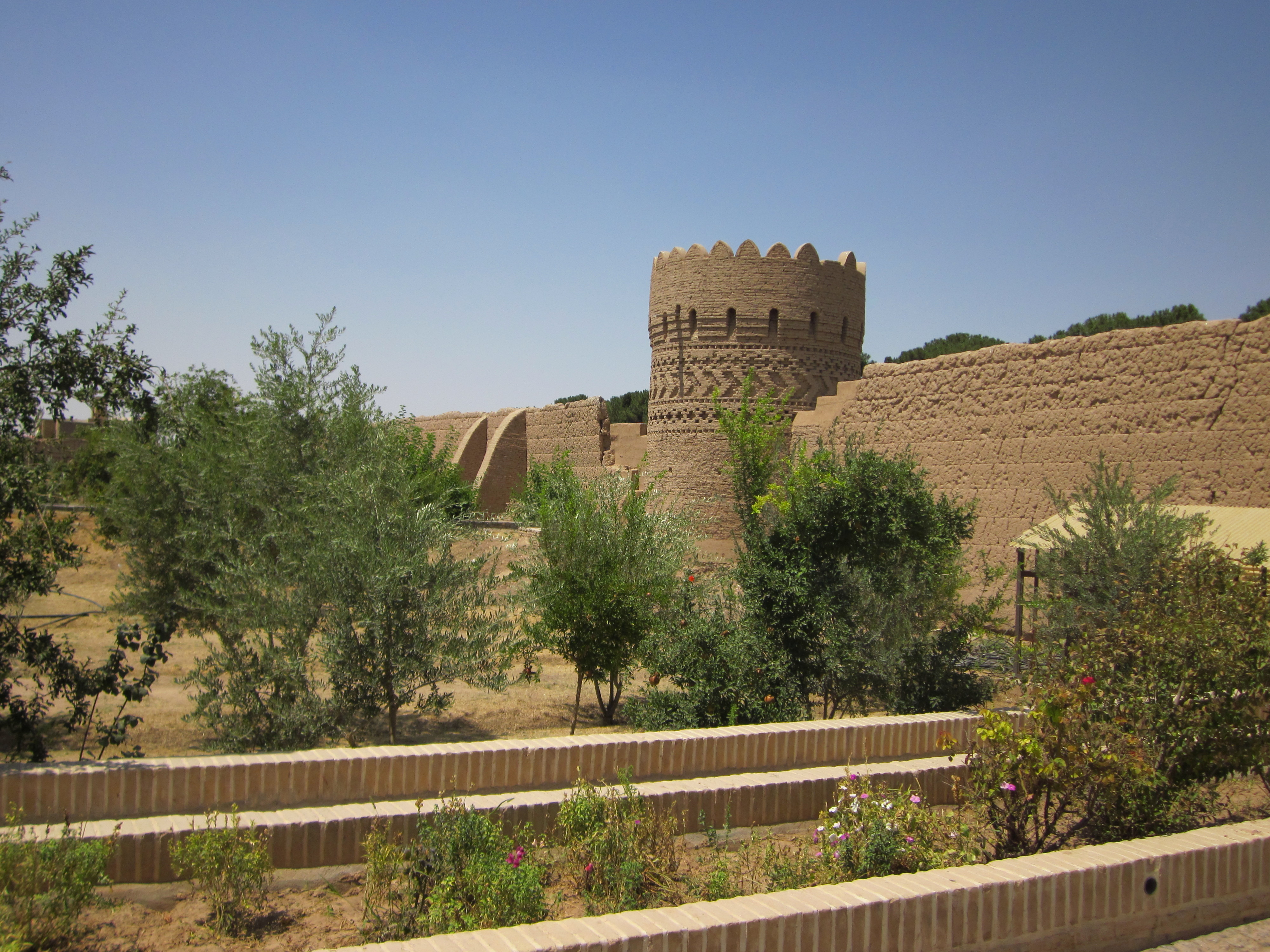
Bagh-e Dolat Abad nei pressi di Yazd
Abbas Abad di Mazandaran
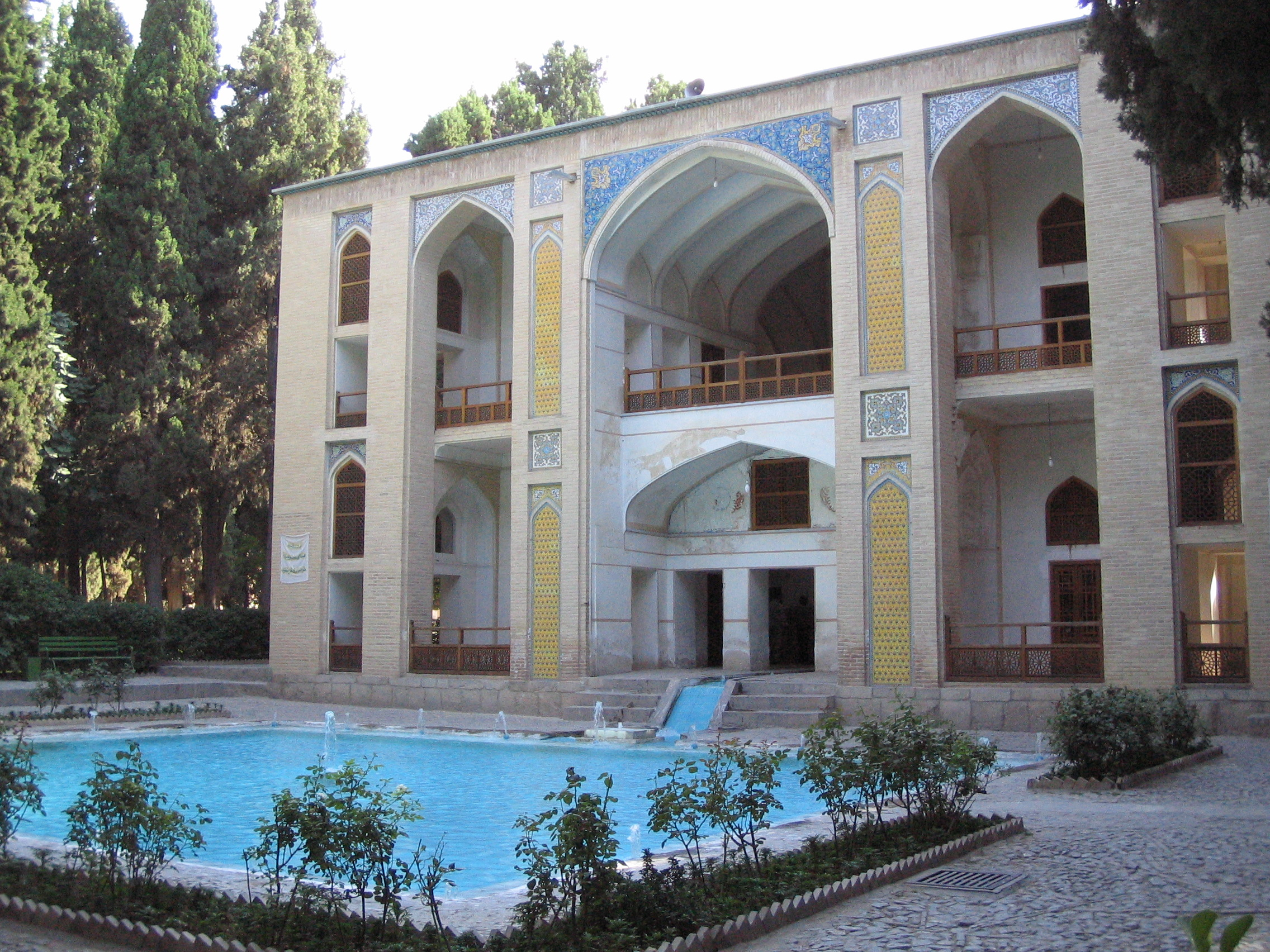
Elementi del giardino persiano come il padiglione centrale, lo stagno e la vegetazione adiacente possono essere visti a Bagh-e-Fin Kashan